# Bare (Leposavić)
Pour les articles homonymes, voir Bare.
Bare en serbe latin et Barë en albanais (en serbe cyrillique : Баре) est une localité du Kosovo située dans la commune/municipalité de Leposavić/Leposaviq, district de Mitrovicë/Kosovska Mitrovica. Selon des estimations de 2009 comptabilisées pour le recensement kosovar de 2011, elle compte 45 habitants, dont une majorité de Serbes et autres nationalités.

## Géographie
Bare/Barë est situé dans la communauté locale de Vračevo/Vraqevë, sur la rive gauche de la rivière Ibar et sur les pentes du mont Rogozna ; il se trouve à la frontière des municipalités de Raška et de Novi Pazar, deux villes qui font partie de la Serbie centrale. Bare/Barë se trouve à 27 km de Leposavić/Leposaviq.

## Démographie

### Évolution historique de la population dans la localité
| 1948 | 1953 | 1961 | 1971 | 1981 | 1991 | 2009 |
| ---- | ---- | ---- | ---- | ---- | ---- | ---- |
| 238  | 259  | 263  | 229  | 131  | 68   | 45   |

|  |